# Circuit Mont-Tremblant
Circuit Mont-Tremblant – tor wyścigowy położony w Mont-Tremblant w Kanadzie.
Długość jednego okrążenia wynosi 4,265 km. Pętla toru posiada 15 zakrętów. Pełny dystans wyścigu to 90 okrążeń czyli 383,850 km.
Pierwsze Grand Prix na tym torze odbyło się w 1968 roku, a zwycięzcą został Denny Hulme za kierownicą McLaren.
GP Kanady organizowane było do 1970 roku. Ostatnią edycję wygrał Jacky Ickx za kierownicą Ferrari.

## ZwycięzcyGrand Prix Kanady Formuły 1na torze Mont-Tremblant
| Sezon | Kierowca    | Zespół       |        |
| ----- | ----------- | ------------ | ------ |
| 1968  | Denny Hulme | McLaren-Ford | Wyniki |
| 1970  | Jacky Ickx  | Ferrari      | Wyniki |